# Palomar Mountain
Palomar Mountain är ett berg i delstaten Kalifornien i USA. På berget står Palomarobservatoriet. På berget finns även parken Palomar Mountain State Park.